# Langdysse von Søndenbro
Der Langdysse von Søndenbro (auch Maderne genannt) liegt westlich von Søndenbro bei Magleby im Süden der dänischen Insel Langeland. Die Anlage entstand zwischen 3500 und 2800 v. Chr. als Großsteingrab der Trichterbecherkultur (TBK).

## Beschreibung
Der stark gestörte Langdysse liegt in einem etwa elf auf zwölf Meter messenden Hünenbett, das noch vierzehn Randsteine aufweist. Von der Kammer sind lediglich zwei Steine erhalten.
In der Nähe liegen der Runddysse von Magleby Nor und der Langdysse von Nordenbro.